# Olga Sansom
Rosa Olga Sansom QSM (* 3. Juni 1900 in Halfmoon Bay, Stewart Island, Neuseeland; † 28. Mai 1988 in Lorneville, nördlich von Invercargill, Neuseeland) war eine neuseeländische Lehrerin, Museumsdirektorin, Botanikerin und Hörfunksprecherin. Sie war auch journalistisch tätig.

## Frühes Leben
Rosa Olga Jensen wurde am 3. Juni 1900 als Tochter und drittes Kind der Eheleute Mary Elizabeth Leask und dem Fischer Newton Julius Jensen in Halfmoon Bay auf Stewart Island geboren. Olga, wie sie genannt wurde, besuchte zunächst die Halfmoon Bay School in ihrem Geburtsort und wechselte danach zur Southland Girls’ High School in Invercargill.

## Lehrerin
Nach ihrem Schulabschluss bekam Olga zunächst in der Waikiwi School in Invercargill eine Stelle als Lehrerin auf Probe und unterrichtete dann danach an den kleinen Dorfschulen von Longridge Village, rund 34 km nordwestlich von Gore und von Menzies Ferry, rund 17 km südlich von Gore.

## Erste Ehe
Am 13. Mai 1921 heiratete Olga mit knapp 21 Jahren in Invercargill den Lehrer Arthur Borne Vickery und nahm seinen Namen an. Aus der Ehe ging eine Tochter hervor. Als ihr Mann am 5. März 1923 plötzlich verstarb, war Olga wieder gezwungen als Lehrerin zu arbeiten.

## Zweite Ehe
Am 9. April 1924 heiratete sie dann auf Stewart Island den Zimmermann und späteren Pfarrer Norman Francis Sansom und nahm seinen Namen an. Sie lebten zunächst in Invercargill, dann in North Taieri, bevor sie 1937 in die Gegend von Invercargill zurückkehrten. Aus der Ehe gingen eine Tochter und ein Sohn hervor.

## Museumsdirektorin
Olga begann sich im Southland Museum von Invercargill zu engagieren und wurde im Juni 1948 zur ehrenamtlichen Kuratorin des Museums ernannt. Ihr Engagement zahlte sich aus, denn im März 1953 wurde ihr die Position der Direktorin des Museums angetragen. Mit der Hilfe von Freiwilligen begann sie den Aufgabenbereich des Museums zu erweitern. Unter ihrem Management fanden naturkundliche Ausstellungen statt und Unterricht für das Museum besuchende Schulklassen. Sie richtete ein Pioneer Cottage im Museum ein, sodass Schüler und Besucher sehen konnten, wie die ersten Europäer in der Gegend gelebt und gearbeitet haben. Sie blieb als Direktorin bis in das Jahr 1959.

## Botanikerin
Olga wandte sich der Botanik zu und sammelte über 50 Jahre ihres Lebens Pflanzen für wissenschaftliche Studien, darunter Seegräser, Alpen- und Moorpflanzen, Farne und Flechten. Sie entwickelte dabei über die Jahre ein Fachwissen, dass von vilen Kollegen dieser Zeit anerkannt wurde. 1956 wurde sie gebeten auf der Jahreskonferenz des Royal New Zealand Institute of Horticulture die Banks Lecture (Vortrag) über Botanik zu halten. Sie unterrichtete die Biologieklassen der Southland Girls’ High School in Invercargill und beteiligte sich an den Exkursionen zu den Flussmündungen, Feuchtgebieten und Salzwiesen des Fiordland. Sie trat für den Naturschutz ein und achtete darauf, dass bei den Exkursionen die Umwelt weitgehend unberührt bleibt.

## Hörfunksprecherin
Olga betätigte sich auch als Hörfunksprecherin und hielt Vorlesungen sowie allgemeine Vorträge über Naturwissenschaften im Radio.

## Schriftstellerin
Ab 1962 verfasste sie drei Jahre lang monatlich einen Newsletter über Stewart Island und schrieb zwei Sozialgeschichten über die Insel. Sie leistete Beiträge zum Magazin des New Zealand’s Heritage and New Zealand’s Nature Heritage, war regelmäßig als Buchrezensentin für die Southland Times und betätigte sich auch als deren Feuilletonistin.

## Mitgliedschaften
Olga war Gründungsmitglied der Ornithological Society of New Zealand und drei Jahre lang Mitglied deren nationalen Rates. Von 1952 bis 1959 war sie ehrenamtliche Sekretärin des Southland Branch der Royal Society of New Zealand und war Gründungsmitglied sowie Mitglied des Rates der Southland Art Society. Auch gehörte sie der lokalen Abteilung der University Association an.

## Die letzten Jahre
Als Olgas Mann 1962 zum Pfarrer der presbyterianischen Kirche von Oban ernannt wurde, kehrte sie mit ihm auf Stewart Island zurück. Doch 1971 zogen sie nach Gore, um in der Nähe der anderen Mitglieder der Familie zu sein. Dort starb ihr Mann am 23. August 1985. Rosa Olga Sansom hingegen verstarb am 1. Juli 1989 im Alter von 89 Jahren in Lorneville, etwas nördlich von Invercargill.

## Ehrungen
- 1960 – Mitgliedschaft auf Lebenszeit des Southland-Zweigs der Royal Society of New Zealand
- 1966 – Mitgliedschaft auf Lebenszeit des Southland Museum and Art Gallery
- 1973 – In der ersten Ausgabe von The world who's who of women aufgenommen
- 1979 – The Queen's Service Medal for Community Service (Q.S.M.)[2]